# Жуковские Выселки (Рязанская область)
Жуковские Выселки — хутор в Клепиковском районе Рязанской области. Входит в состав Бусаевского сельского поселения.

## География
Находится в северной части Рязанской области на расстоянии приблизительно 16 км на юг-юго-восток по прямой от районного центра города Спас-Клепики на правобережье реки Пра.

## История
Отмечен на карте 1986 года.

## Население
Численность населения: 2 человека в 2002 году (русские 100 %), 2 в 2010.